# Сатурніно Лісано Ґутьєррес
Сатурніно Лісано Ґутьєррес (ісп. Saturnino Lizano Gutiérrez; 29 листопада 1826 — 19 квітня 1905) — костариканський політик, виконував обов'язки президента Коста-Рики в липні 1882 року після смерті генерала Томаса Ґвардії Ґутьєрреса.

## Біографія
Народився в сім'ї Дамасо Лісано-і-Авенданьйо та Дамаси Ґутьєррес-і-Флорес. 14 квітня 1875 року одружився з Ангелікою Ґвардією Солорсано, дочкою президента Томаса Ґвардії Ґутьєрреса. Від того шлюбу народились двоє дітей. Його онука, Естрелла Селедон Лісано була першою леді Коста-Рики від 1978 до 1982 року.
Займався сільським господарством і комерцією, здебільшого в місті Пунтаренас.
Від 1869 до 1870 року був членом Палати представників, 1870 — членом Конституційної асамблеї, секретарем внутрішніх справ і промисловості (травень — липень 1876), генеральним секретарем уряду (липень 1876), секретарем суспільних робіт, військовим і військово-морським секретарем (1876—1877), державним секретарем (липень — серпень 1876), фінансовим агентом Коста-Рики в Лондоні (1877—1878), секретарем уряд (1880—1882) та першим віцепрезидентом Республіки (1881—1882).

### Президентство
У червні 1882 року йому доручили виконання обов'язків президента через вкрай поганий стан здоров'я Томаса Ґвардії Ґутьєрреса, а після смерті останнього 6 липня того ж року Лісано офіційно став тимчасовим головою держави. 20 липня він передав владу Просперо Фернандесу Ореамуно, повноваження якого було підтверджено в конституційний спосіб 10 серпня.
Після виходу у відставку працював помічником депутата від Алахуели, а згодом став губернатором Пунтаренаса.